# Buda (Texas)
Buda è un centro abitato degli Stati Uniti d'America situato nella contea di Hays dello Stato del Texas.
La popolazione era di 7.343 persone al censimento del 2010. Fa parte dell'area metropolitana di Austin-Round Rock-San Marcos.

## Geografia fisica
Buda è situata a 30°05′03″N 97°50′21″W (30.084229, -97.839081), 13 miglia (21 km) a sud ovest di Austin e 60 miglia (97 km) a nord est di San Antonio sulla Interstate 35.
Secondo lo United States Census Bureau, ha un'area totale di 2,4 miglia quadrate (6,2 km²), di cui lo 0,41% d'acqua.

## Società

### Evoluzione demografica
Secondo il censimento del 2000, c'erano 2.404 persone, 866 nuclei familiari e 685 famiglie residenti nella città. La densità di popolazione era di 998,5 persone per miglio quadrato (385,1/km²). C'erano 910 unità abitative a una densità media di 378,0 per miglio quadrato (145,8/km²). La composizione etnica della città era formata dall'81,95% di bianchi, l'1,58% di afroamericani, lo 0,54% di nativi americani, lo 0,87% di asiatici, il 12,02% di altre razze, e il 3,04% di due o più etnie. Ispanici o latinos di qualunque razza erano il 26,83% della popolazione.
C'erano 866 nuclei familiari di cui il 44,7% aveva figli di età inferiore ai 18 anni, il 65,5% aveva coppie sposate conviventi, il 10,9% aveva un capofamiglia femmina senza marito, e il 20,8% erano non-famiglie. Il 17,1% di tutti i nuclei familiari erano individuali e il 7,5% aveva componenti con un'età di 65 anni o più che vivevano da soli. Il numero di componenti medio di un nucleo familiare era di 2,78 e quello di una famiglia era di 3,13.
La popolazione era composta dal 29,7% di persone sotto i 18 anni, il 6,4% di persone dai 18 ai 24 anni, il 36,7% di persone dai 25 ai 44 anni, il 19,7% di persone dai 45 ai 64 anni, e il 7,4% di persone di 65 anni o più. L'età media era di 32 anni. Per ogni 100 femmine c'erano 92,3 maschi. Per ogni 100 femmine dai 18 anni in giù, c'erano 90,3 maschi.
Il reddito medio di un nucleo familiare era di 54.135 dollari e quello di una famiglia era di 57.321 dollari. I maschi avevano un reddito medio di 37.398 dollari contro i 30.064 dollari delle femmine. Il reddito pro capite era di 22.167 dollari. Circa il 3,3% delle famiglie e il 3,7% della popolazione erano sotto la soglia di povertà, incluso il 5,0% di persone sotto i 18 anni e il 14,7% di persone di 65 anni o più.

## Amministrazione
Il sindaco della comunità è Lee Urbanovsky, in carica dal 2020.

## Aree verdi
A Bula sono presenti diversi parchi, ovvero il Bonita Vista Park (situato a 309 Bonita Vista), il Bradfield Village Park (140 Crescent Drive), il City Park (204 San Antonio), il Cullen Country (211 Cullen Boulevard), il Downtown Greenbelt (319 Main Street), il Garlic Creek Park (1195 Heep Run), il Jackson Tyler Norris Memorial Skate Park (480 S. Loop), il Green Meadows Park (2357 Green Meadows Lane), il Sportsplex (310 Buda Sportsplex Drive), il Stagecoach Park (880 Main Street), il Stoneridge Park (1131 Stone Rim Loop), il Whispering Hollow Park (1160 Old Black Colony Rd), e il Summer Pointe Park (situato a 1026 Old Black Colony Rd).